# Таунли, Майкл
Майкл Вернон Таунли (англ. Michael Vernon Townley; 9 декабря 1942, Уотерлу (Айова)) — американо-чилийский оперативный агент, сотрудник ЦРУ США и чилийской тайной полиции ДИНА. Активист чилийской ультраправой организации Родина и свобода, участник подпольной борьбы против правительства Альенде. При правлении хунты генерала Пиночета служил в ДИНА, задействовался в террористических спецоперациях. По собственному признанию, вместе с женой Марианой Кальехас совершил убийство Карлоса Пратса. Осуждён в США за убийство Орландо Летельера. Сотрудничал со следствием, освобождён досрочно. Включён в программу защиты свидетелей.

## Происхождение, работа, женитьба
Родился в семье бизнесмена. Вернон Таунли, отец Майкла Таунли, был высокопоставленным менеджером Ford. В подростковом возрасте активно примыкал к молодёжной организации методистской общины. В 1957 вместе с отцом переехал из США в Чили, где Вернон Таунли-старший возглавил отделение компании. Поступил в частный колледж Святого Георгия, но не смог окончить, поскольку не освоил испанского языка. Работал в системе отца менеджером по продаже акций. Интересовался в основном автомобилями и моторными лодками.
Таунли-старший был давно и тесно связан с ЦРУ. На контроле спецслужбы находился и его сын. Работу с семейством Таунли курировал Дэвид Этли Филлипс, руководитель американских разведывательных операций в Западном полушарии.
В Сантьяго Майкл Таунли познакомился с чилийкой Марианой Кальехас. Восхищённый интеллектом и духовной харизмой будущей известной писательницы, предложил ей брак. Кальехас согласилась и в 1960 вышла замуж за Таунли. В браке супруги имели двух сыновей. Мариана была на десять лет старше Майкла, женитьба сына вызвала недовольство Таунли-старшего. Отношения с отцом осложнились, Таунли-младший был уволен из Ford.
В 1967 чета Таунли — Кальехас перебралась во Флориду. Супруги обосновались в Майами — в районе кубинской эмиграции Маленькая Гавана. Мариана связалась с левой общественностью, участвовала в протестах против Вьетнамской войны. Майкл работал механиком в автомастерской. Подружился с представителями кубинской антикастровской оппозиции, проникся антикоммунистическими взглядами. Политической активности не проявлял, но по поручению Дэвида Этли Филлипса на связь с ним вышел агент ЦРУ Фрэнк Стерджис. По его установке Таунли прилежно изучил военную электронику и применение взрывчатых веществ.
Кураторы Майкла Таунли учитывали особенности его характера. Он не имел больших коммерческих способностей, но был талантливым техником-электронщиком. Отличался верностью и даже самоотверженностью в межличностных отношениях. Был квалифицированным и добросовестным исполнителем сложных заданий. Быстро и искренне увлекался идеями, носителями которых являлись авторитетные для него люди. Креативность не была ему свойственна — предпочитал действовать по отработанным схемам. При этом обладал «взрывным» темпераментом, доходил до безрассудства. (Типичная ситуация: дверь не открывается из-за неподходящего ключа — начинает трясти, пробивать и выламывать, привлекая внимание полиции.)

## В антикоммунистическом подполье

### Боевик «Родины и свободы»
На выборах 1970 президентом Чили был избран социалист Сальвадор Альенде. К власти пришёл левый блок Народное единство с участием чилийских коммунистов. Мариана Кальехас, несмотря на недавние левые увлечения, была решительной противницей правительства Альенде. Она убедила мужа вернуться в Чили для политической борьбы. Безоглядно влюблённый в жену, Таунли относился к ней как к «второй матери» и неуклонно следовал за всеми её начинаниями. К этому склоняли Майкла Таунли и представители ЦРУ.
Филлипс поручил Таунли формировать антиальендевское вооружённое подполье. Чета Таунли—Кальехас вступила в ультраправую организацию Родина и свобода (PyL). Майкл Таунли принял подпольный псевдоним Хуан Маноло Торрес. Он обучал боевиков PyL обращению с коктейлями Молотова и взрывными устройствами, планировал и осуществлял террористические атаки. Организовал подпольную радиостанцию Liberación. По этому радио транслировалась яростная антиальендевская и антикоммунистическая агитация, передавались воззвания и песни, сочинённые Марианой Кальехас. Лидер PyL Пабло Родригес и его соратники высоко ценили участие Таунли.
В то же время Таунли вызывал крайнее раздражение своей поразительной «безбашенностью», пренебрежением ко всяческим правилам и технике безопасности. Он был способен ехать в общественном транспорте, спрятав под одежду взрывное устройство и поигрывая проводами. Опасно было находиться с ним рядом или бывать в доме Кальехас, где гостям приходилось сидеть на ящике с динамитом. Раздражали и такие черты, как привычка к громкому беспричинному смеху в явно неподходящей обстановке. Соратники отзывались о Таунли как о человеке с «оборванными проводами» (аналог выражений «отморозок» или «без тормозов»). Некоторые проекты — например, убийство Альенде через уличный взрыв — были явно нереалистичными и опасными для организации. Пабло Родригес в запале называл Таунли и Кальехас «парой умалишённых».
Подпольные группы Таунли разыскивались военной спецслужбой. Руководил розыском полковник чилийской армии Педро Эспиноса. Однако попытки ликвидировать группы не приносили успеха.

### Убийство в Консепсьоне
PyL и в частности Таунли сотрудничали с католическим священником Раулем Асбуном. Асбун возглавлял 13 телерадиоканал Папского католического университета. Отделение в Консепсьоне называлось 5 канал. Через этот рупор велась активная антиальендевская пропаганда. Правительство глушило передачи специальной аппаратурой. В марте 1973 Асбун поставил задачу снять глушение в Консепсьоне. Решить вопрос вызвался Майкл Таунли. Руководитель пропаганды «Родины и свободы» Мануэль Фуэнтес Вендлинг согласился при условии: инициатива Асбуна и Таунли осуществляется ими на свой риск. Акцию назвали «Операция „Антенна“».
Таунли под именем Маноло Торрес с двумя другими боевиками PyL приехал в Консепсьон и остановился в отеле «Дорадо». Несколько дней они изучали обстановку и флиртовали с гостиничной танцовщицей. 21 марта 1973 начали действовать. С помощью запасного ключа ночью проникли в помещение городского Управления электроснабжения. (Именно там случилась проблема с дверью и ключом, и бешенство Таунли едва не привело к аресту. Полицейские прошли мимо только потому, что приняли диверсантов за пьяных.) Таунли стал обсуждать, что делать с дорогостоящей аппаратурой — уничтожить или забрать с собой. Разговор услышал живший по соседству маляр Хорхе Энрикес Гонсалес и поднял крик об ограблении. Свидетеля решили убрать. Быстро проникнув в соседнее помещение, Таунли скрутил Энрикеса Гонсалеса, связал и задушил на месте — клейкая лента перерезала ему горло.
Фуэнтес Вендлинг описывал тайный ночной приход Таунли с отчётом об операции («Всё очень плохо. — Я тоже так думаю»). Рассказ о происшедшем шокировал Фуэнтеса, очевидны были тяжёлые последствия. Раздражало, что в такой экстремальной ситуации Таунли был более всего озабочен недовольством жены.
Консепсьонское убийство не могло пройти без последствий. Начались аресты членов PyL. Пабло Родригес приказал Таунли и Кальехас покинуть Чили. Кальехас требовала крупной денежной выплаты, напоминая о своих и мужа заслугах перед организацией. Родригес выдал только 300 долларов, на что пришлось согласиться. Через Аргентину (границу перешли за взятку в виде двух бутылок писко) они вернулись в США.

## На службе в ДИНА

### «Фанатик тайной полиции»
Менее чем через полгода после событий в Консепсьоне, 11 сентября 1973, в Чили произошёл правый военный переворот. Правительство Альенде было свергнуто, сам президент покончил с собой. К власти пришла военная хунта во главе с генералом Аугусто Пиночетом. События 11 сентября Майкл Таунли праздновал в Майами распитием шампанского с друзьями-чилийцами.
Мариана немедленно вернулась в Чили. Вскоре за ней последовал Майкл. Он не стремился к этому, но не возражал жене. Тот же полковник Педро Эспиноса служил теперь в тайной полиции ДИНА, возглавлял оперативный отдел и был близок к начальнику ДИНА полковнику Мануэлю Контрерасу. Он предложил Таунли и Кальехас поступить на службу. Супруги посчитали это за честь. Таунли получил оперативный псевдоним Андрес Уилсон, Кальехас — Мария Луиса Писарро. До сих пор считается непрояснённым, было ли это личным решением Таунли либо он выполнял задание ЦРУ по внедрению. Так или иначе, Майкл Таунли искренне проникся идеологией пиночетовского режима. Отличался фанатичной преданностью ДИНА, лично Контрерасу и Пиночету, ненавистью к их врагам.

«Контрреволюционный романтик», молодой американец, фанатично преданный тайной полиции чужой страны. Солдат удачи, антикоммунистический фанатик, чья ницшеанская этика оправдывает убийства, верный исполнитель приказов, называющий чилийскую тайную полицию «моей службой», но встревоженный за семью — всё это Таунли.

Чилийское начальство не слишком ценило фанатичную верность американца. Оплачивалась его работа плохо. Офицерского звания в ДИНА ему не присвоили (информация о чине майора документально не подтверждена). Таунли любил находиться среди товарищей, но Контрерас старался не пускать его в штаб-квартиру ДИНА. Было известно, что при любом к нему отношении «этот гринго» будет служить из фанатизма и под влиянием Кальехас.

В «новом Чили» такая семья, как Таунли и Кальехас, являла собой свежий и современный идеал.

Таунли и Кальехас задействовались ДИНА в Операции «Кондор». Главной их совместной акцией стало убийство Карлоса Пратса 30 сентября 1974. Приказ поступил от Контрераса с санкции Пиночета. Бывший командующий чилийской армией, сторонник Альенде, был взорван в Буэнос-Айресе вместе с женой Софией Кутберт. Таунли спланировал теракт, изготовил взрывное устройство, заминировал автомобиль Пратса; Кальехас нажатием кнопки дистанционного управления привело устройство в действие. Этот метод — минирование машины и дистанционный взрыв — был типичен для Таунли и позволял с высокой вероятностью вычислить исполнителя.
В 1975 они пытались ликвидировать Володю Тейтельбойма, Ортенсию Альенде, Карлоса Альтамирано. Но ни одной из этих акций не удалось совершить: Таунли признал, что в данных случаях они опоздали с терактами. Лишь частично удалась акция против оппозиционного христианского демократа Бернардо Лейтона: 6 октября 1975 он был тяжело ранен выстрелами в Риме. Обвинение было выдвинуто против итальянского неофашиста Стефано Делле Кьяйе, сотрудничавшего с ДИНА, но впоследствии суд не признал обвинение доказанным. В Чили Делле Кьяйе проживал вместе с Таунли и Кальехас.

### Оперативный дом в Ло-Курро
После убийства Пратса и Кутберт чилийские власти предоставили чете Таунли—Кальехас трёхэтажный дом в Ло-Курро, элитном районе Сантьяго (поблизости был спроектирован частный дом генерала Пиночета). Здесь расположился один из оперативных центров ДИНА с казармой и химико-технической лабораторией для производства отравляющих газов и взрывчатых веществ. В этом доме останавливались иностранные партнёры ДИНА. Среди них были Стефано Делле Кьяйе и кубинский эмигрант-антикоммунист Вирхилио Пас.
На нижнем этаже и в гараже велись допросы, применялись пытки, совершались убийства. Известен случай, когда Таунли ночью спустился вниз, чтобы попросить тишины — дети не могли заснуть из-за криков избиваемого испанского дипломата Кармело Сориа. ДИНА заподозрила Сориа в связях с коммунистическим подпольем, он был похищен, допрошен и убит.
На втором этаже находились электромеханическая мастерская Таунли и кабинет его секретарши Роксаны. Третий этаж предназначался для семьи и для литературного салона Марианы Кальехас. Здесь бывали известные писатели, деятели культуры и науки — Хорхе Луис Борхес, Никанор Парра, Энрике Лафуркаде, Гонсало Контрерас, Карлос Франс, Карлос Итурра. Эти люди, особенно молодые (Контрерас, Франс, Итурра) крайне отрицательно относились к Таунли, считали, что «хмурый электронщик» недостоин своей жены. Таунли отвечал им тем же и старался не вступать разговоры — хотя Кальехас отправляла его встречать гостей..Впоследствии Мариана критично отзывалась о «собственнической ревности» Майкла в семейных отношениях.

### Убийство Орландо Летельера
21 сентября 1976, по указанию Контрераса, группа во главе с Майклом Таунли и Вирхилио Пасом совершила убийство Орландо Летельера, одного из ближайших сподвижников Альенде. Летельер был взорван в Вашингтоне и погиб вместе со своей секретаршей Ронни Моффит. Метод — дистанционный взрыв заминированной машины — указывал на организатора. Однако Таунли сумел вернуться в Чили.
Убийство Летельера стало первым терактом, совершённом иностранной спецслужбой в столице США. ФБР оперативно расследовало преступление. Тогда же был отставлен Контрерас, ДИНА преобразована в СЕНИ. Парадоксальным образом убийство Летельера, совершённое группой Таунли, в конечном счёте вынудило пиночетовский режим к некоторой  «либерализации», хотя бы незначительной и сугубо символической. США жёстко потребовали от чилийских властей выдачи Майкла Таунли и его сообщников. Не желая осложнять дополнительно отношения с Вашингтоном, генерал Пиночет санкционировал экстрадицию. Таунли был арестован.

Рушилась клятва, о которой так много говорили ему люди железного кулака. Разве он не выполнял все приказы? Он убил Карлоса Пратса и его жену. Он убил Летельера и Моффит. Он планировал нападение на Бернардо Лейтона. Он пытался устранить Карлоса Альтамирано и других левых лидеров. За несколько месяцев до переворота он предложил Patria y Libertad план убийства Альенде... Его отвели в подвал. «Около одиннадцати вечера приехала моя жена, начальник штаба СЕНИ, ещё двое друзей. Они были со мной примерно до часу ночи».

В 1978 Майкл Таунли в наручниках был вывезен в США. При этом причастные к убийству Летельера чилийские офицеры, а также кубинец Пас, выданы не были, несмотря на американское требование. Представители чилийских властей, в том числе Контрерас, отмежевались от Таунли и высказывались в том смысле, что ДИНА/СЕНИ не отвечает за действия агентов ЦРУ.

## Заключение и освобождение
Майкл Таунли готов был к заключению в чилийской тюрьме. Но он сильно опасался смертного приговора в США. Оценив положение дел, он согласился на сотрудничество с американским следствием. Дал подробные показания, в том числе об убийствах Пратса и Летельера. Сказал и об участии Марианы Кальехас, не предполагая, что она когда-либо подвергнется преследованию. При этом Таунли по-прежнему выражал верность чилийскому режиму, службе ДИНА и лично Пиночету.
Информация, полученная от Таунли, представляла большую ценность. С ним было заключено соглашение, позволившее значительно сократить срок наказания. Он был признан виновным в убийстве Летельера и Моффит, приговорён к 12 годам заключения, но освобождён уже в 1983, после 5 лет тюрьмы. С тех пор живёт под новым именем по программе защиты свидетелей. Мариана Кальехас предполагала, что он находится в Миннеаполисе или где-либо на Среднем Западе (негативно оценивая культуру этого региона как «жлобскую», реднекскую и потому сообразную её бывшему мужу). Супруги оформили развод, Таунли успел дважды жениться снова. С Кальехас виделся на суде и один раз вскоре после освобождения, далее связей не поддерживал (она скончалась в 2016). Временами общается с сыновьями.
В 1993 Таунли дал интервью Национальному телевидению Чили. Он признал свою причастность к убийствам Летельера и Пратса, к нападению на Лейтона. Назвал имена офицеров ДИНА, чьи приказания выполнял. Никаких сожалений при этом Таунли не высказал, о Пиночете отозвался позитивно. По его словам, после ухода Пиночета от политической власти Чили угрожал марксистский реванш, которому необходимо дать отпор. Выступление Таунли возмутило левую общественность, родственников Летельера, Пратса, Сориа.
История Майкла Таунли и Марианы Кальехас легла в основу нескольких литературных произведений, кинофильмов, театральных постановок. Наиболее известен чилийский сериал 2018 Mary & Mike — Мари и Майк (постановка Хулио Хоркеры и Эстебана Ларраина, в роли Таунли — Андрес Риллон). Фигура Майкла Таунли воспринимается как один из типологических образов Холодной войны.